# Farmers Market (Los Angeles)

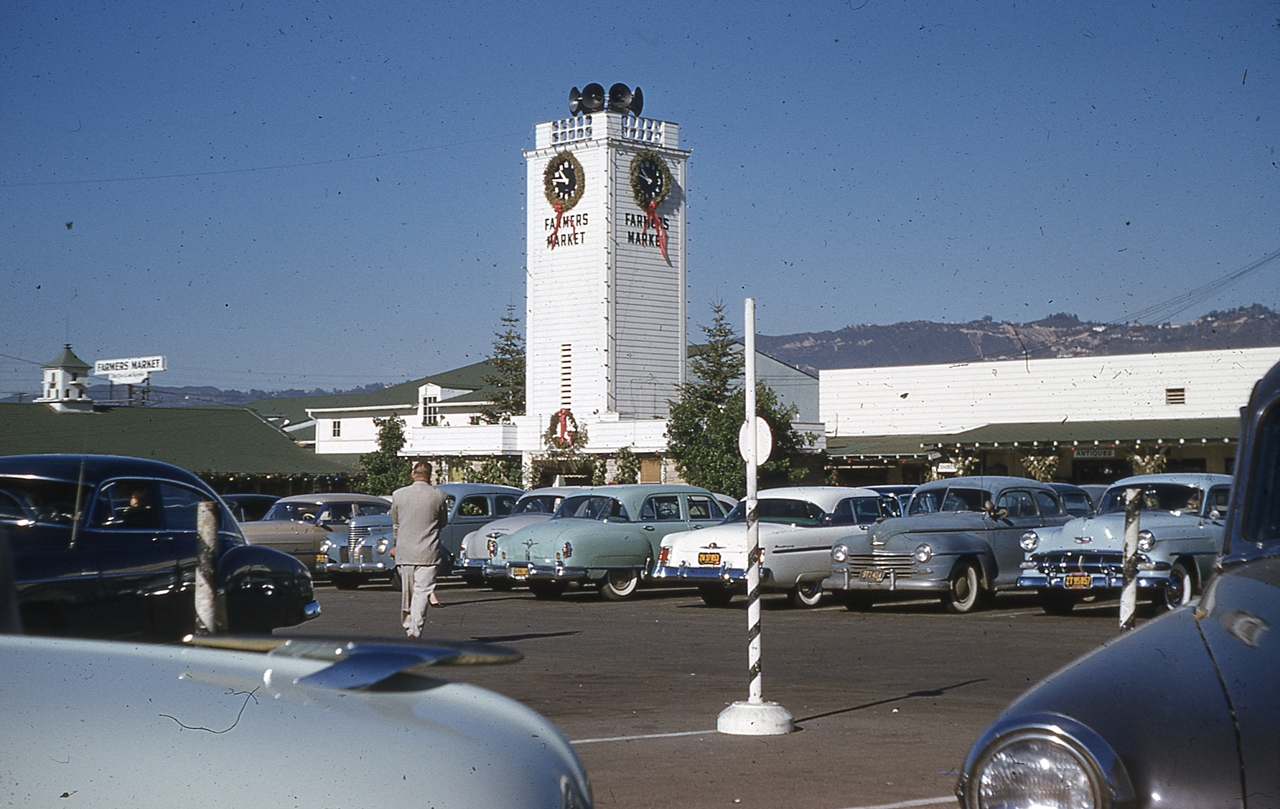
Farmers Market mit Uhrenturm, 1953

Der Los Angeles Farmers Market ist ein 1934 eingerichteter, permanenter Markt, der Lebensmittel und kulinarische Angebote bietet und als historischer sowie touristisch bedeutsamer Ort der Stadt Los Angeles gilt. Der Grundgedanken ähnelt dem der europäischen Markthalle.
Der Farmers Market gilt bei Gastro-Interessierten als guter Ort zum Testen aller möglichen internationalen Küchen.

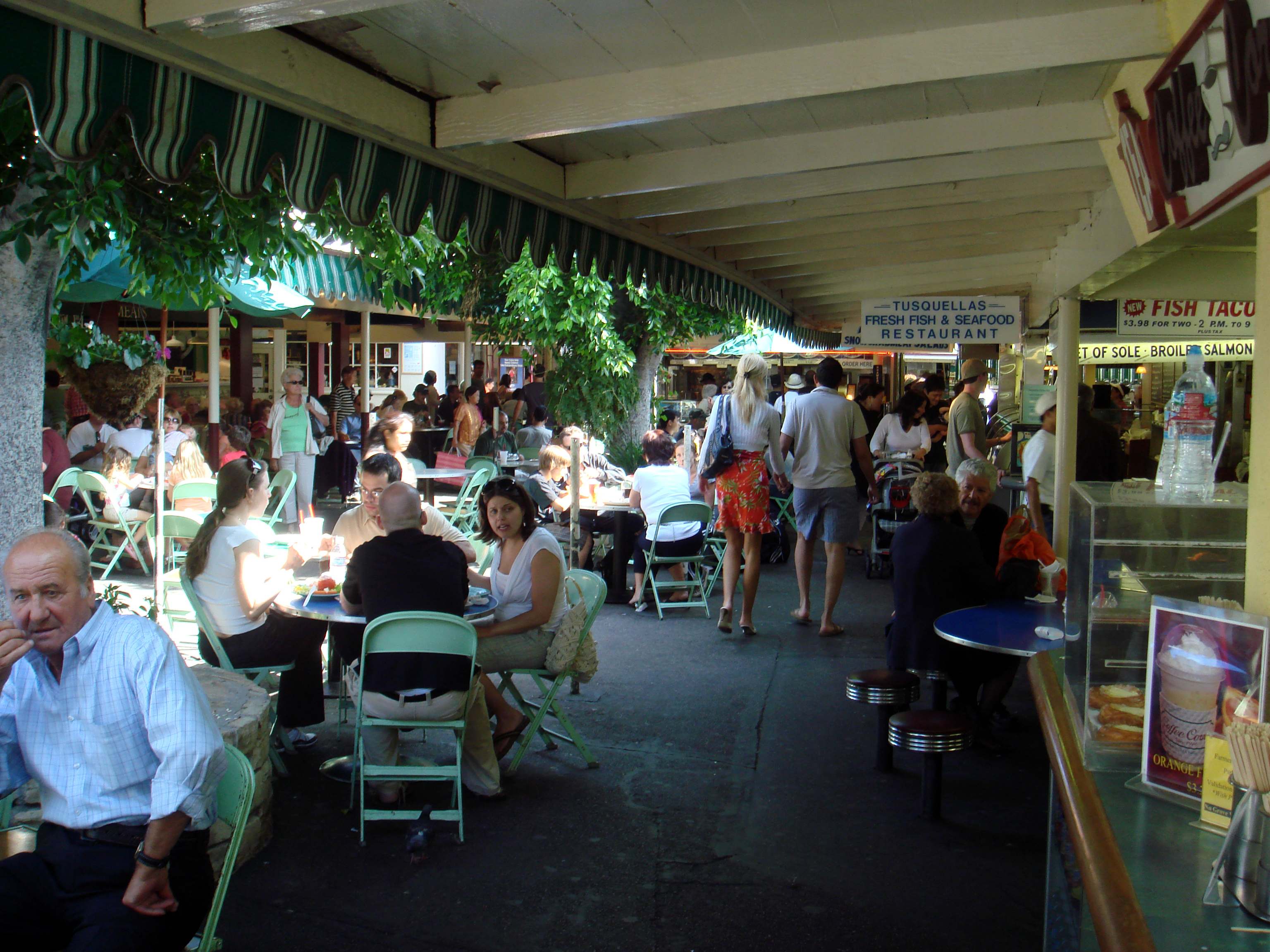
Bereich des Farmer Markets mit permanenten Ständen, 2007

## Geschichte
Anfang der 30er Jahre beschlossen die Unternehmer Fred Beck und Roger Dahlhjelm einen permanenten Markt für Farmer einzurichten; schon im Juli 1934 begannen Farmer am heutigen Standort des Farmers Market ihre Produkte von Lastwägen herunter zu verkaufen. Im Oktober 1934 eröffneten dann fest eingerichtete Stände sowie die ersten Restaurants.
Der Erfolg war praktisch umgehend, der Farmers Market wurde zu einem wichtigen Einkaufszentrum für die Los Angelenos. Schon bald wurden Parkplätze angelegt, 1948 entstand der Uhrenturm, der inzwischen zum Symbol für den Markt geworden ist. 1952 bezog die CBS Television City ein Gebäude in unmittelbarer Nähe, sodass viele Personen aus dem TV-Geschäft den Farmers Market zum Einkaufen und Essen nutzten.
Auch aus dem relativ nahen Hollywood kamen viele Stars, meist zu Marketingzwecken wie beispielsweise Marilyn Monroe („Miss Cheesecake 1953“).
In den 1990ern wurde die Einrichtung renoviert und erweitert, um ihrem Status als Touristenattraktion Rechnung zu tragen.
2002 wurde auf einem Teil des historischen Farmers Market das Open-Air-Einkaufszentrum The Grove at Farmers Market eingeweiht, das als Beispiel des modernen Erlebnisshopping gilt; Kunden können mit einer klassisch aufgemachten Straßenbahn vom Farmers Market zu The Grove fahren, wo neben den kommerziellen Angeboten kostenlose Attraktionen locken.